# Ecurie Espadon
Die Ecurie Espadon war ein Schweizer Motorsportteam der frühen 1950er-Jahre.
Das Team wurde zu Beginn der Saison 1951 als Renngemeinschaft der beiden Schweizer Rennfahrer Rudolf Fischer und Peter Staechelin gegründet. Dementsprechend soll die deutsche Übersetzung des Teamnamens – Stachelfisch – die Anfangssilben der beiden Namen repräsentieren. Verbreitet ist aber auch die Theorie, dass das Team nach einem Fischrestaurant benannt gewesen sei, das Fischer in Zürich betrieben haben soll.
Für die Renneinsätze standen dem Team 1951 zwei Ferrari-Monopostos zur Verfügung, für Fischer ein neuer Tipo 212 mit einem V12-Motor mit 2,6 Liter Hubraum, der als Versuchsträger für die ab 1954 geltende 2,5-Liter-Formel-1 gebaut wurde, sowie ein Tipo 125/166 für Staechelin, für den sowohl ein aufgeladener 1,5-Liter-Formel-1-Motor als auch ein 2-Liter-Motor für Einsätze in Formel-2-Rennen zur Verfügung standen.
Staechelin zog sich jedoch bald aus dem Team wieder zurück, sodass Fischer allein für die Renneinsätze verantwortlich war. Nach dem Debüt beim nicht zur Weltmeisterschaft zählenden Gran Premio di Siracusa (dort noch mit zwei Wagen am Start) bestritt Fischer auch die Weltmeisterschaftsläufe im Grossen Preis der Schweiz und im Grossen Preis von Deutschland. Er gewann die Formel-2-Rennen in Aix-les-Bains und Angoulême und konnte sich mit Tagessiegen bei einer Reihe von Bergrennen auch die Schweizer Rennwagenmeisterschaft sichern.
Für die Saison 1952 erwarb Fischer einen der neuen Formel-2-Ferrari-500, in diesem Jahr wurde die Fahrerweltmeisterschaft mit Formel-2-Rennwagen ausgefahren. Das Modell erwies sich schnell als die absolut dominierende Konstruktion und Fischer konnte mit einem zweiten Platz beim Grossen Preis der Schweiz und einem dritten Platz in Deutschland als erfolgreichster Privatfahrer den vierten Rang in der Weltmeisterschaft erreichen. Den Zwölfzylinder aus dem Vorjahr fuhr zunächst regelmässig Peter Hirt; für einzelne Rennen wurde das Auto jedoch auch Fritz Riess und Rudolf Schoeller zur Verfügung gestellt, bevor in den letzten Rennen der Saison Hans Stuck zum Einsatz kam.
1953 zog sich Fischer zunächst als Fahrer vom aktiven Rennsport zurück, angeblich aus Enttäuschung darüber, dass ihm trotz seiner Erfolge im Jahr 1952 kein Vertrag als Werksfahrer bei der Scuderia Ferrari angeboten wurde. Fischer vermietete daher seinen Ferrari 500 an den deutschen Industriellen Kurt Adolff, der damit in den Läufen zur Deutschen Meisterschaft startete. Nach Adolffs Unfall beim AVUS-Rennen und dem ebenfalls enttäuschenden Ausfall beim Grossen Preis von Deutschland fuhr Fischer das Auto beim Schauinsland-Bergrennen wieder selbst. Beim darauf folgenden Grossen Preis der Schweiz sass erneut Peter Hirt am Steuer, während Max de Terra mit dem alten Zwölfzylinder an den Start ging. Dies war zugleich der letzte Auftritt der Ecurie Espadon, nach 1953 trat das Team nicht mehr an.